# 督察 (香港警察)

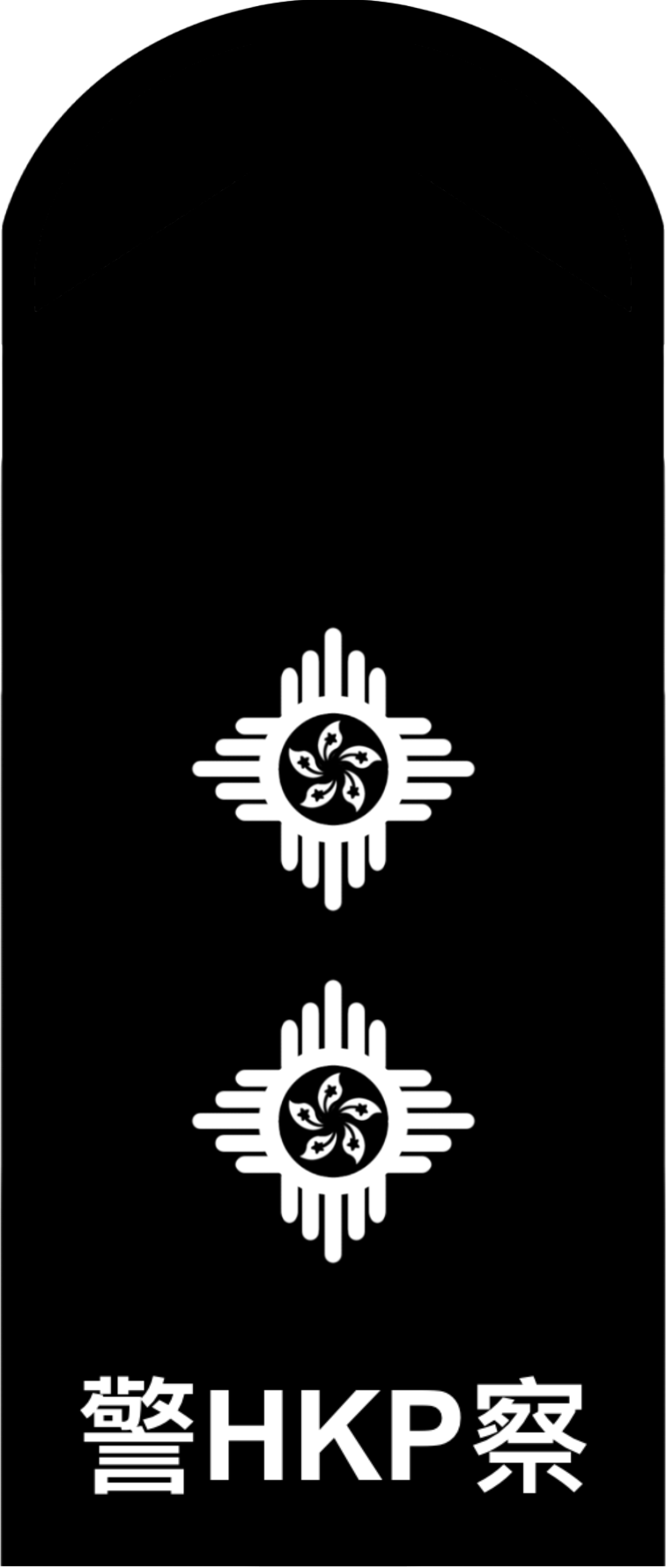
香港警務處督察肩章

督察（英語：Inspector of Police；俗稱「幫辦」、「雷粒」和「兩粒花」），是香港警察職級之一，屬督察級，為警官的級別；職級與見習督察和高級督察一樣，位於警署警長之上，總督察之下，負責擔任小隊指揮官。於1940年代至1950年代入職的督察，大都是畢業於英文中學的精英學生。1964年，督察的薪酬為980港元。截至2009年年底，香港有逾1,700名（不包括總督察在內的）督察級人員。

## 徽章衣飾
督察的襯衣為白色， 肩章以英国陆军中尉军衔标志为蓝本，上有兩枚軍星。

## 發展途徑
督察完成第一階段職業發展途徑後，會進行第二階段職業發展途徑。
督察在該級服務滿5年及通過第三級標準考試後，方能晉升為高級督察。試卷分為刑事、舉證、管理及雜項（包括交通及毒品等）4部份。根據統計，刑事試卷的合格率為12%、舉證試卷的合格率為0.89%、管理試卷的合格率為19%，雜項試卷的合格率為6.3%，整體合格率為10%，難度極高。
為了改善整體表現，警務處於2011年起採取三項措施，包括在考試前為應考人員舉行簡介會；規定考者若然連續兩次於同一份的試卷得分為25至30%，即被列為不合資格參加下次考試；此外，考試委員會將會增加一名高級警司及一名總警司協助審核考試題目，以監督考試範圍。

## 著名督察
首位督察為華人楊佐，於1844年獲委任。
- 沙震中
- 盧彥霖
- 鄒昊亨，前 TVB 記者
- 梁鈺婷，前 TVB 記者
- 陳思祺，已逝世
- 譚耀榮，已退休，現職港鐵九龍灣總部保安部
- 葉頌朗，曾效力甲組南華足球隊球員、現役甲組球會凱景體育會球員。